# Szyndzielnia

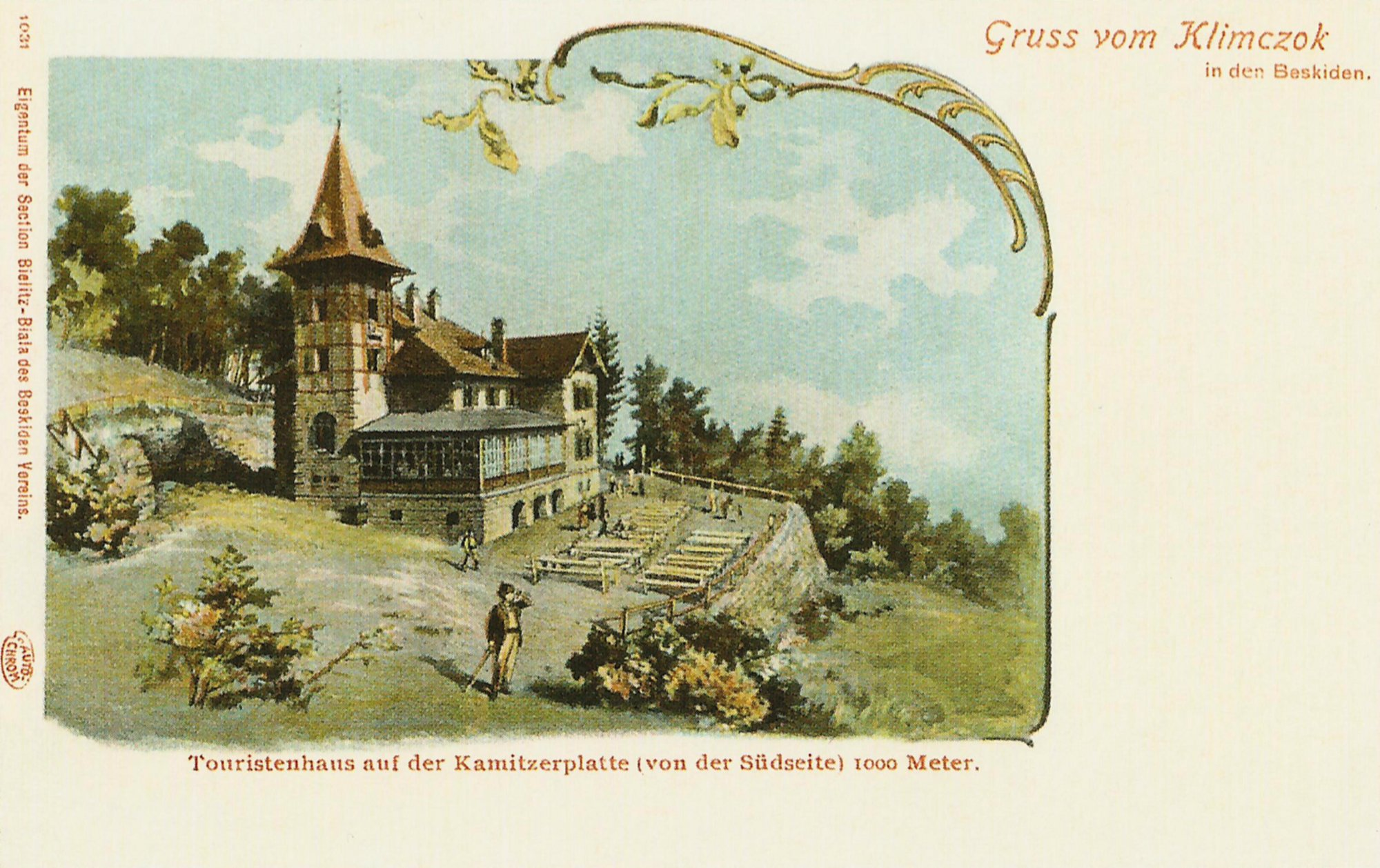
Schronisko na pocztówce z początku XX wieku

Szyndzielnia (1029 m n.p.m., 1028 m) – szczyt w Paśmie Klimczoka i Szyndzielni w Beskidzie Śląskim, wznoszący się tuż na północ od Klimczoka,

## Nazwa
Dawniej nazywano ją również Szyndzielnym Groniem. Andrzej Komoniecki na początku XVIII wieku pisał: Szędzielny Groń tak nazwany przy lesie bielskim. Nazwa pochodzi od słowa szyndzioł, które w gwarze tutejszych górali oznaczało gont. Powstała stąd, iż mieszkańcy położonych u stóp Szyndzielni wsi Kamienica i Olszówka Górna) z pozyskanego na jej zboczach drewna wyrabiali gonty dla miasta Bielska. W nazewnictwie niemieckim góra miała nazwę Kamitzer Platte, która w tłumaczeniu na język polski oznacza Płyta Kamienicka. Ta nazwa pochodzi od podszczytowego wypłaszczenia góry, na którego północnym krańcu znajduje się obecnie górna stacja kolei linowej.

## Topografia
Szyndzielnia wznosi się w bocznym ramieniu pasma, między Klimczokiem a Kołowrotem. Ma podłużny grzbiet, którego zachodni stok opada do potoku Barbara (dopływ Wapienicy), a wschodni do potoku Białka (dopływ Białej). Masyw Szyndzielni porośnięty jest lasami bukowymi z domieszką drzew iglastych – świerków i jodeł. Na stoku tzw. Małego Gronia stanowisko modrzewi. Grzbiet, opadający łagodnie spod szczytu Szyndzielni na północ, zajmowała kiedyś Hala Kamienicka (p. wyżej). W lesie na zachodnim stoku skały o nazwie Diable Młyny.
Szyndzielnia znajduje się w granicach Parku Krajobrazowego Beskidu Śląskiego. Jej grzbietem biegnie granica między miastem Bielsko-Biała i wsią Bystra w województwie śląskim, w powiecie bielskim.

## Turystyka
Pod szczytem, na wysokości 1001 m n.p.m., znajduje się duże schronisko PTTK na Szyndzielni, wybudowane w 1897 przez organizację Beskidenverein. Jest to pierwsze schronisko w Beskidzie Śląskim i polskich Beskidach, rozbudowane w latach 1954–1957.
Tuż poniżej schroniska znajduje się alpinarium o powierzchni około 400 m². Założone zostało w 1905 z inicjatywy ówczesnego prezesa Beskidenvereinu, Wilhelma Schlesingera, przez bielskiego muzealnika i przyrodnika Edwarda Schnacka. Zgromadzono w nim rośliny charakterystyczne nie tylko dla Beskidów, ale i Alp Wschodnich. Po II wojnie światowej ogrodem opiekował się bielski Oddział Polskiego Towarzystwa Turystyczno-Krajoznawczego, jednak z biegiem lat ogród znacznie podupadł. Na początku 2010 zabroniono wejścia na jego teren ze względów bezpieczeństwa. W 2011 z inicjatywą jego rewitalizacji wystąpił Jacek Bożek z Klubu Gaja z Wilkowic. Dzięki wysiłkom władz Bielska-Białej i gminy Wilkowice, kosztem ok. 40 tys. zł ogród został odnowiony: usunięto samosiejki drzew, wypielono teren, przeprowadzono inwentaryzację roślin i dokonano nowych nasadzeń. Opiekę nad alpinarium objęło Nadleśnictwo Bielsko, które włączyło obiekt w trasę przyrodniczej ścieżki dydaktycznej biegnącej przez Szyndzielnię (tablica informacyjna). Ponowne otwarcie ogrodu dla zwiedzających miało miejsce 13 października 2011 r.
Od 1953 pod szczyt dociera kolej gondolowa „Szyndzielnia” gruntownie zmodernizowana w latach 1994–1995 i 2017. Przy górnej stacji kolei linowej na Szyndzielnię znajduje się 18-metrowa wieża widokowa, którą oddano do użytku 14 sierpnia 2015r.
Przy schronisku węzeł pieszych znakowanych szlaków turystycznych, którymi dotrzeć można m.in. do: Wapienicy, Olszówki, Bystrej, Szczyrku, Brennej, Jaworza oraz na Klimczok, Błatnią, Kozią Górę.

## Szlaki turystyczne
z Cygańskiego Lasu (dawniej zwanego Parkiem Ludowym) w Bielsku-Białej przez Dębowiec i Cyberniok – 2,5 godz.
 z Bielska-Białej przez Kozią Górę – 2,5 godz.
 z Olszówki Górnej przez Dębowiec – 2 godz.
 z Wapienicy – 1,5 godz.
 z Klimczoka – 45 min.

## Galeria

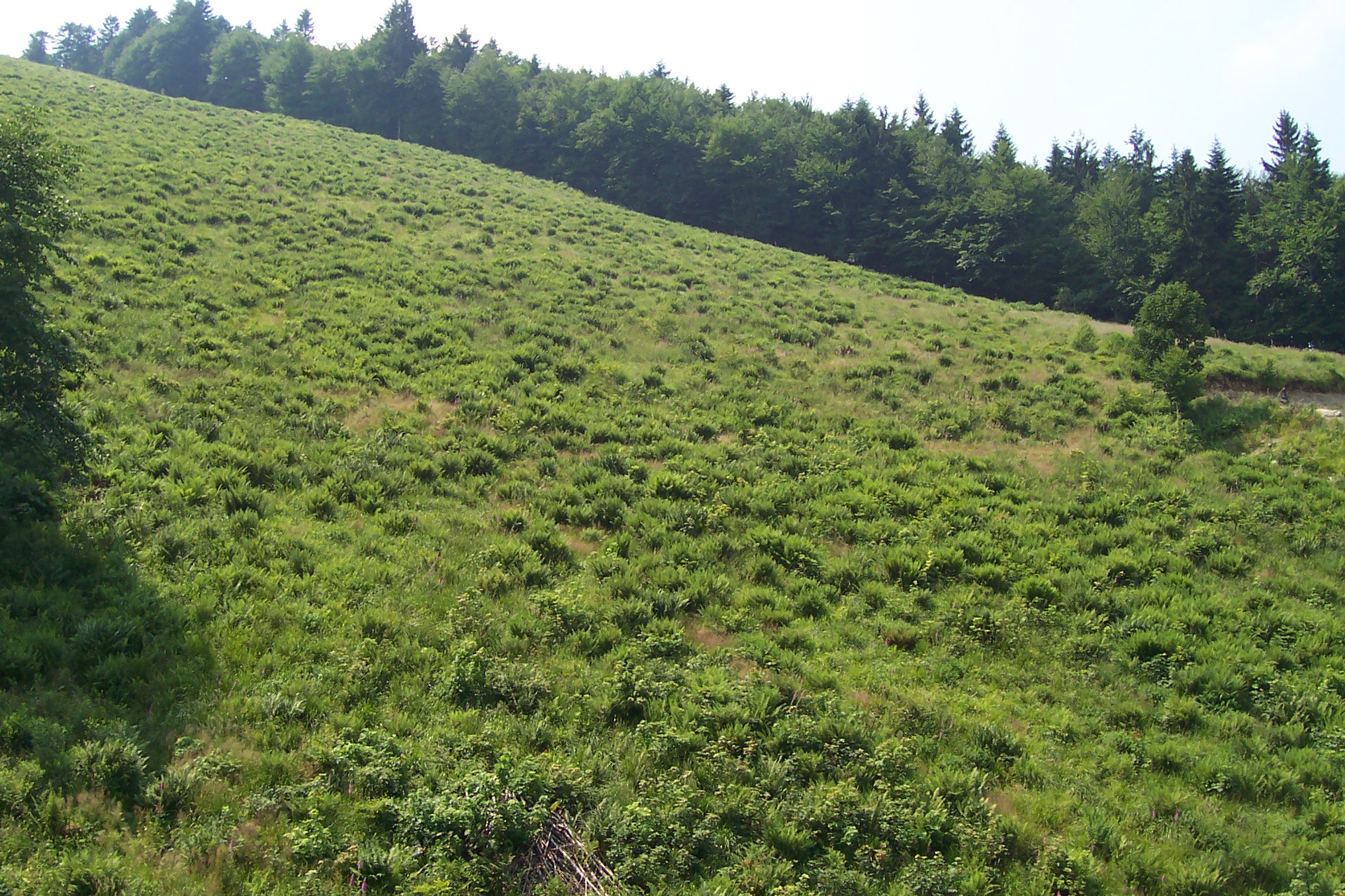
Polana na Szyndzielni
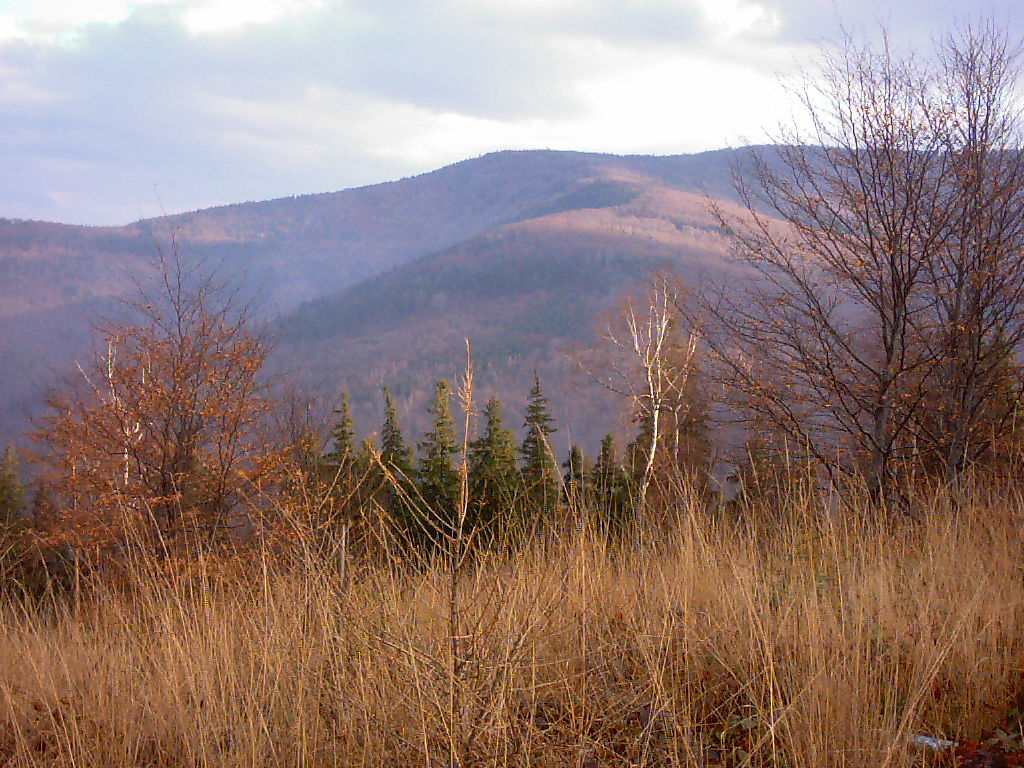
Szyndzielnia widziana z Wysokiego
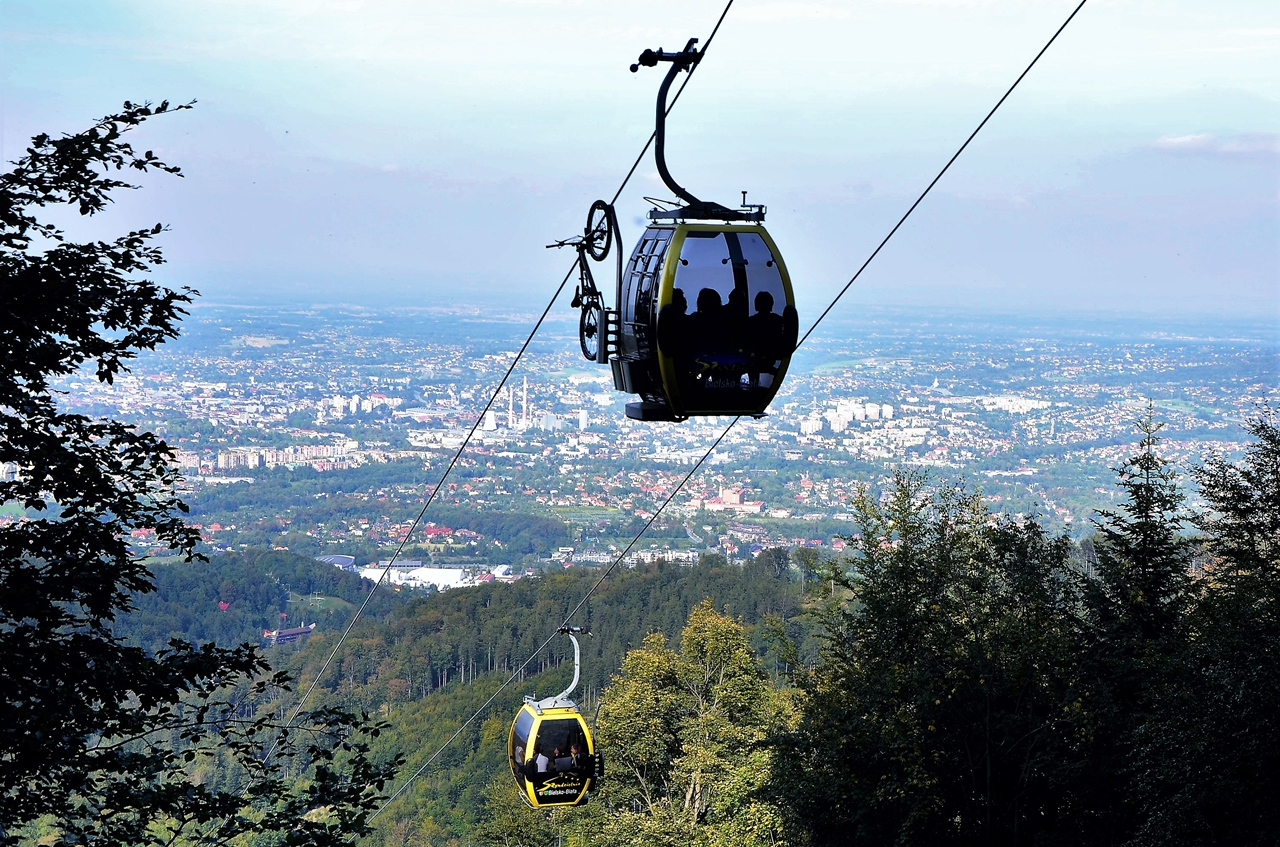
Kolej linowa na Szyndzielnię z widokiem na Bielsko-Białą
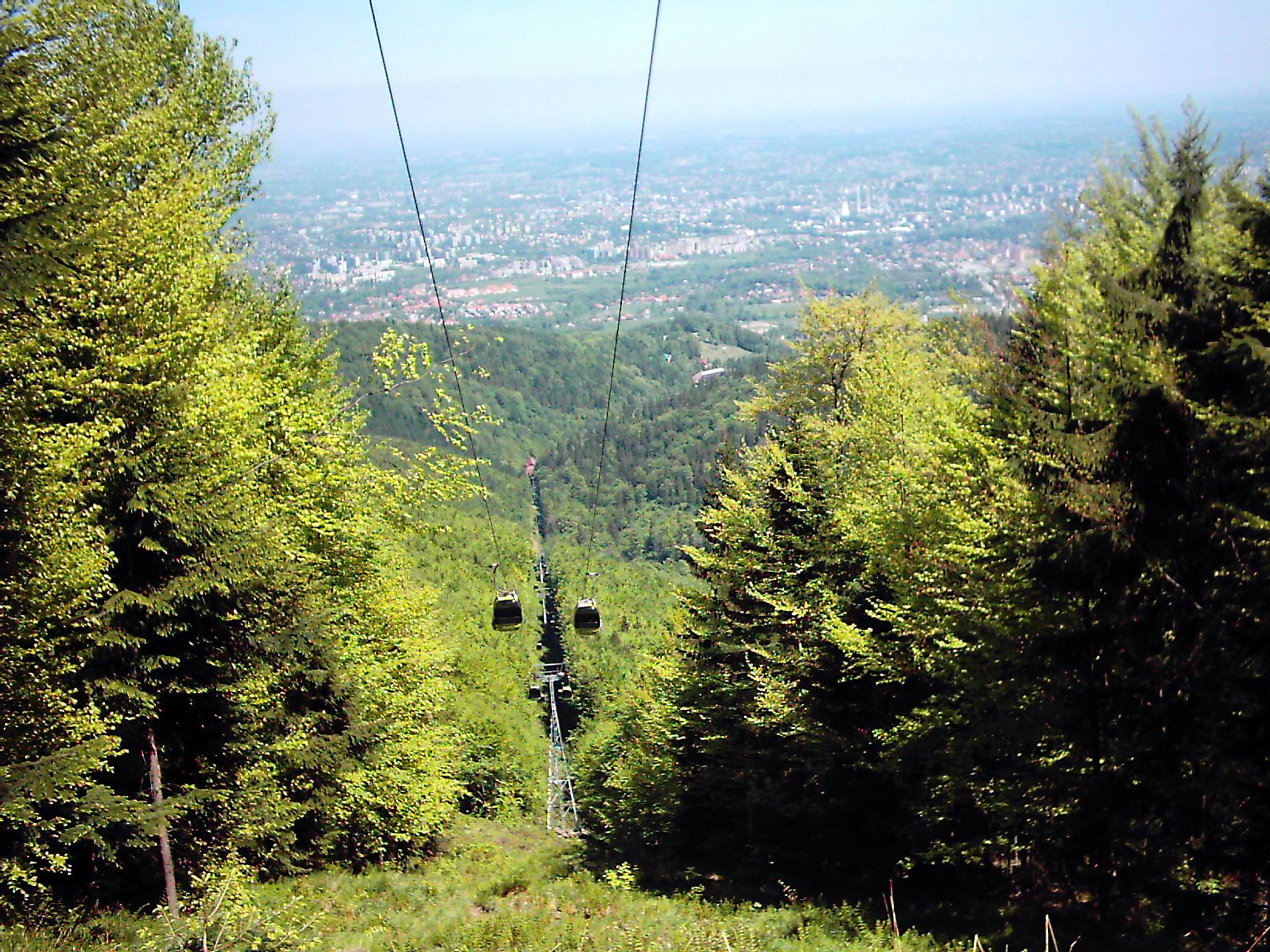
Kolej gondolowa na Szyndzielni na tle Bielska-Białej
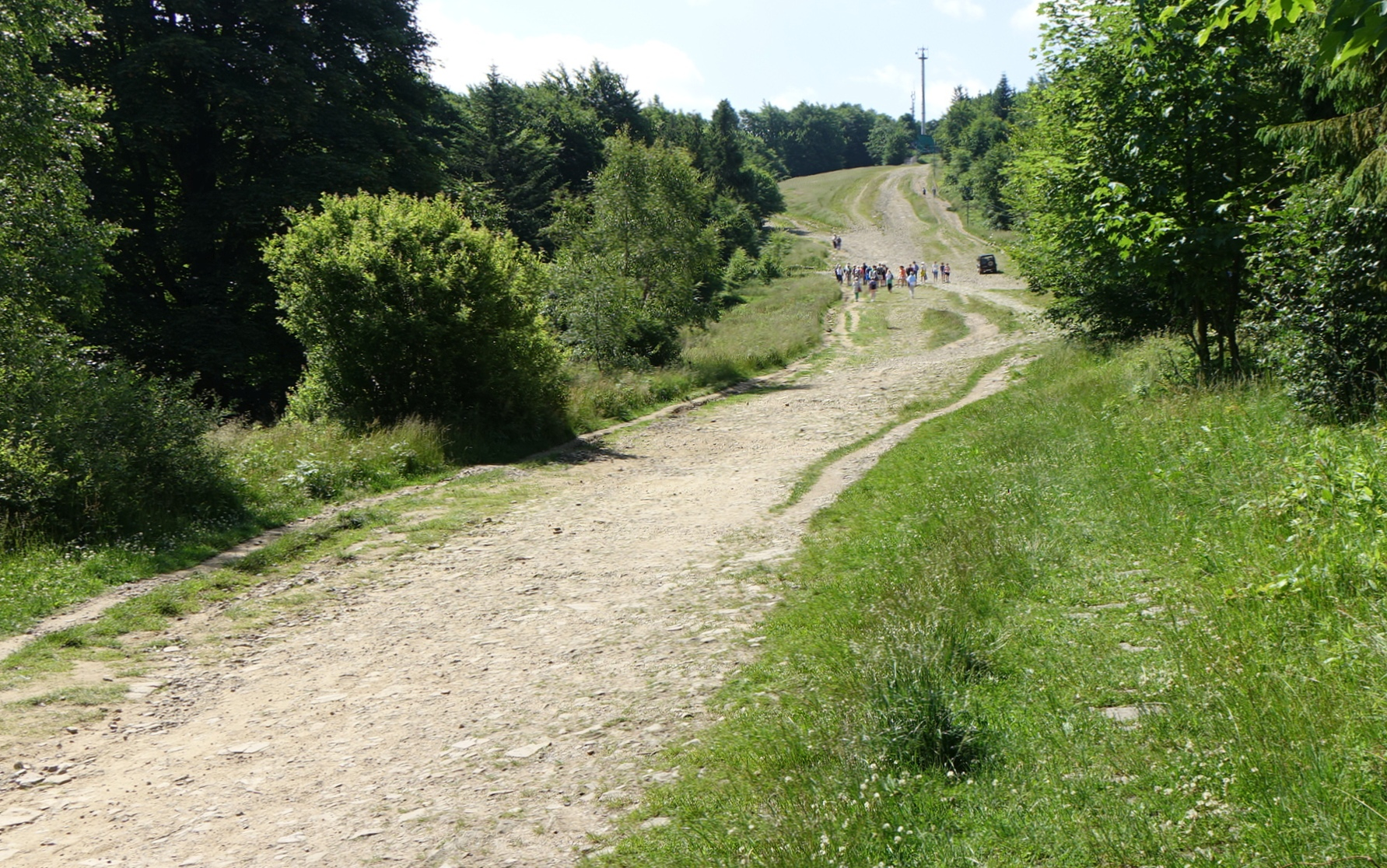
Grzbiet między Szyndzielnią i Klimczokiem